# 罗伯托·圣玛丽亚
罗伯托·圣玛丽亚（西班牙語：Roberto Santamaria，1963年6月7日—）是位出生于古巴首都哈瓦那的音乐家，代号节奏大师（el maestro del ritmo）。他的独奏具有特有的非洲古巴音乐异域情调，两个字母R、F是音乐评论家对他演出的评价：“rocky”（铿锵有力）与“funky”（激情澎湃）。罗伯托·圣玛丽亚不仅是敲击乐手和歌手，他也是个很能调动听众情绪的艺术家。时常他在演出，听众们便跟着音乐的节拍在他身边跳起舞来。他也是古巴爵士乐队的领队，喜欢把古巴爵士元素与其他风格相结合。

## 家庭背景
罗伯托·圣玛丽亚是古巴打击乐传奇人物蒙戈·圣玛丽亚的侄子。蒙戈·圣玛丽亚因演奏“西瓜人”（Watermelon Man）和“非洲蓝调”（Afro Blues）而闻名世界。在一次演出采访时，罗伯托·圣玛丽亚告诉记者蒙戈是他灵感的来源与恩师，“来自这样的家庭，你离音乐还能远吗？”。

## 中国情结
罗伯托·圣玛丽亚2011年10月4日开始在上海的蓝调爵士之家（House of Blues & Jazz) 进行演出。这也是罗伯托首次在中国的演出。同台登场的还有能演奏多种乐器的多才音乐家Orlando Soto Sánchez，著名歌手Danae Blanco Villanueva，小号手Tonatiu Isidron Zardón，以及Miguel Ángel Rodríguez Zueluta。